# Валијана (Фрозиноне)
Валијана је насеље у Италији у округу Фрозиноне, региону Лацио.
Према процени из 2011. у насељу је живело 209 становника. Насеље се налази на надморској висини од 173 м.